# فينس فينتورا
فينس فينتورا (بالإنجليزية: Vince Ventura)‏ هو لاعب كرة قاعدة أمريكي، ولد في 18 أبريل 1917 في نيويورك في الولايات المتحدة، وتوفي في 11 سبتمبر 2001 في ليك وورث في الولايات المتحدة.

## وصلات خارجية
- فينس فينتورا على موقعبيزبول رفرنس.كوم (الدوري الرئيسي) (الإنجليزية)